# Gustav Jäger (Schriftgestalter)
Gustav Jäger, auch Gustav Jaeger (* 1925; † Juli 2010) war ein deutscher Schriftgestalter.

## Leben

Das Google-Logo als Beispiel für Jägers Schriftart Catull

Gustav Jäger studierte an der Hochschule für Gestaltung Offenbach am Main und war dann zunächst bei der Bauerschen Schriftgießerei tätig, wo er verschiedene Schriftarten basierend auf den Prinzipien Konrad Friedrich Bauers und Walter Baums gestaltete. Baum ermunterte ihn in den 1970er Jahren, zeitgemäße Werbeschriften für die H. Berthold AG zu entwerfen. Danach entwickelte Jäger zahlreiche Schriftarten für den Textsatz.
1982 gestaltete Jäger die Schriftart Catull, die vom 31. Mai 1999 bis zum 31. August 2015 für das Google-Logo verwendet wurde.